# Fosciandora
Fosciandora es una localidad italiana de la provincia de Lucca, región de Toscana, con 635 habitantes.

Ubicación de la ciudad de Fosciandora dentro de la provincia de Lucca.

## Evolución demográfica
| Gráfica de evolución demográfica de Fosciandora entre 1861 y 2001 |
|                                                                   |
| Fuente ISTAT - Elaboración gráfica por parte de Wikipedia         |